# 飛龍掌血
飛龍掌血（學名：Toddalia asiatica），為芸香科飛龍掌血屬植物。英文俗名Orange climber 意為「會攀爬的橘樹 」。本種因莖幹上滿佈倒生狀皮刺，若不小心誤觸定必鮮血淋漓，兼攀緣的生長習性侊如龍騰飛翔一樣，故而得名飛龍掌血。

## 別名
別稱飛龍斬血、爬山虎、下山虎、入山虎、蛇退步、猴子香櫞、雞爪簕、狗欄子、狗柑子、貓爪簕、牛丹子、牛麻簕、牛麻簕藤、八百棒 、八大王、白見血飛、白三百棒、黃大金根、黃椒、黃椒根、黃樹根藤、黃肉樹、細葉黃肉刺、小葉黃肉樹、紅三百棒、三百棒、三叉藤、三文藤、大架歸、大救駕、小挌藤、小格藤、小金藤、溪椒、抽皮簕、刺枇杷、刺米通、迷通果、鉤藤子、簕鉤、勒鉤、油婆簕、畫眉跳、血棒頭、血淋甲、血見愁、血見飛、血蓮腸、見血而亡、見血飛、見血亡、見血散、見而散、散血丹、散血飛、破皮見血、嘛磚藤、野花椒、冬花椒、山胡椒、山橘、土冰粉子、溫答、燒酒鉤、鐵掌米樹、亦雷、硬諾實者實剛、烏面刺及萱子刺等

## 分佈
本種現分佈於亞洲的中國大陆、台灣、日本、越南、菲律賓、印尼、馬來西亞、泰國、緬甸、老撾 、不丹、尼泊爾、孟加拉、斯里蘭卡等國或地区；非洲的南非、斯威士蘭、莫桑比克、贊比亞、馬拉維、津巴布韋、盧旺達、扎伊爾、坦桑尼亞、烏干達、肯尼亞、蘇丹、埃塞俄比亞、馬達加斯加、毛里求斯、留尼旺等國或地区 。中國國內分佈於廣西、海南、廣東、福建、湖南、湖北、甘肅、貴州、 河南、四川、陝西、雲南及西藏等省區，喜攀緣於次生林中的灌木或小喬木之上，石灰岩山地也常有分佈。

## 形態特徵
飛龍掌血是一種常綠木質藤本植物，呈蔓生狀，高約2－5米。根淡硫黃色，粗壯，折斷後有紅色汁液摻出；莖幹黑褐色，橫斷面黃至棕色，具有甚多下彎的皮刺；皮刺褐色，基部擴大，長約2－3毫米；幼枝淡綠或黃綠色，先端密披褐色粉狀絨毛或密披灰白色短毛，及白色圓形皮孔；老枝褐色，木栓層較厚，具疏生的縱向細裂並凸起的皮孔；三至四年生的枝幹上皮孔呈圓形而細小；木材質地堅實，管孔中部大，髓心部細小，木射線細而密。

### 葉
葉為三出複葉，互生，具柄，葉柄長約1.5－4厘米；小葉片橢圓形、長圓形、倒卵形或卵形，形狀變化較大，紙質或近革質，先端短尖、漸尖、急尖而鈍頭或尾狀長尖，有時微缺，基部楔形而略偏斜，兩側不對稱，表面深綠色，背面淡綠色，兩面均密生半透明腺點及無毛，幼時兩面中脈披短柔毛，背面中脈凸出，全緣或具細鈍鋸齒，側脈纖細，近無柄，長約2－9厘米，寬約0.7－4厘米；葉片於光照下可見密生的透明油點，揉搓時具柑橘葉的香氣。 

### 花
花單性，雌花稍大於雄花，白色至淡黃色，密披紅褐色短柔毛；總花梗披黃色短柔毛，連花序軸長約1－5厘米；花梗披黃色短柔毛，長約2－3毫米；花序軸密披栗色或棕褐色短柔毛；苞片細小，呈鱗片狀；萼片4－5枚，卵狀三角形，基部合生，外面密披短柔毛，長約0.5毫米；花瓣4－5枚，卵形、長圓形或披針形，先端稍鈍或急尖，表面疏生透明腺點，疏披短柔毛，後脫落至無毛，內面無毛，長約2－3.5毫米，寬約1－1.5毫米；雄性花為傘房狀圓錐花序，腋生，花較多；雄蕊4－5枚，較花瓣為長，伸出花冠之外；花絲線形，無毛；花藥橢圓形，背着藥；退化子房，無毛。雌性花則為傘房狀圓錐或總狀聚傘花序，花較少，退化雄蕊4－5枚，長約為子房的一半；花絲扁，無毛；子房圓球形或近圓筒形，具柄，披疏生的短柔毛或近無毛，具透明腺點；花柱柱頭盤狀。

### 果
果為漿果，近圓球形，橙黃色至朱紅色，果皮肉質，平滑，皮含麻辣成分，具3－8條縱向淺溝紋及具深暗的腺點，溝紋乾後明顯，成熟時果味甜，直徑約5－10毫米；每室內常有種子1－2顆；種子腎形，亮黑色，具光澤，具極細小的窩點，種皮硬骨質，長約4－6毫米，寬約3－4毫米，厚約1.5毫米。

## 用途
本種根皮可供作染料；果皮含麻辣成分，可供作胡椒的代替品；莖枝可供製作煙斗。

### 醫藥用途
本種以全株入藥，主要使用根部，根部四川稱為黃椒根，味苦、麻，性溫，有小毒，具活血散瘀、祛風除濕、消腫止痛等，主治感冒風寒、胃痛、腸胃病、風濕骨痛、肋間神經痛、咯血、瘧疾、跌打損傷等；根部浸酒後可治筋骨痛、紅痢及淋症等。

## 延伸阅读
[在维基数据编辑]

## 外部連結
- （简体中文）. 中國自然標本館 物種相冊.   [February 27, 2012].[]
- （简体中文）. 中國植物圖像庫.   [February 27, 2012]. （原始内容存档于2016-03-04）. （页面存档备份，存于）
- （简体中文）. 植物通.   [February 27, 2012]. （原始内容存档于2019-09-03）. （页面存档备份，存于）
- . 樹木谷.   [February 27, 2012]. （原始内容存档于2019-09-03）. （页面存档备份，存于）
- . 台灣植物資訊整合查詢系統，數位標本.   [February 27, 2012]. （原始内容存档于2016-03-05）. （页面存档备份，存于）